# Gatow
Gatow, Berlin-Gatow – dzielnica (Ortsteil) Berlina w okręgu administracyjnym Spandau. Od 1 października 1920 w granicach miasta.
W 1935 w dzielnicy oddano do użytku wojskowe lotnisko Gatow, którego większa część od 2003 leży w dzielnicy Kladow.